# 2020 au Mexique
Cet article concerne l'année 2020 au Mexique.

## Éphémérides
- 3 janvier. Centenaire du tremblement de terre de 1920 à Quimixtlán.
- 21 mai. Centenaire de l'assassinat de Venustiano Carranza, leader d'une des factions de la Révolution mexicaine et président du Mexique de 1917 à 1920.
- 19 octobre. 50 ans de la mort de Lázaro Cárdenas de la Rivière, président du Mexique de 1934 à 1940.

## Toujours en cours
- Andrés Manuel López Obrador est Président des États-Unis mexicains et son gouvernement est en place depuis décembre 2018.
- La Guerre de la Drogue est toujours en cours depuis 2006, et elle s'intensifie depuis 2016 provoquant chaque année plus de morts.
- Le Mexique est toujours touché par la crise migratoire en Amérique centrale depuis 2017.

## Événements

### Janvier

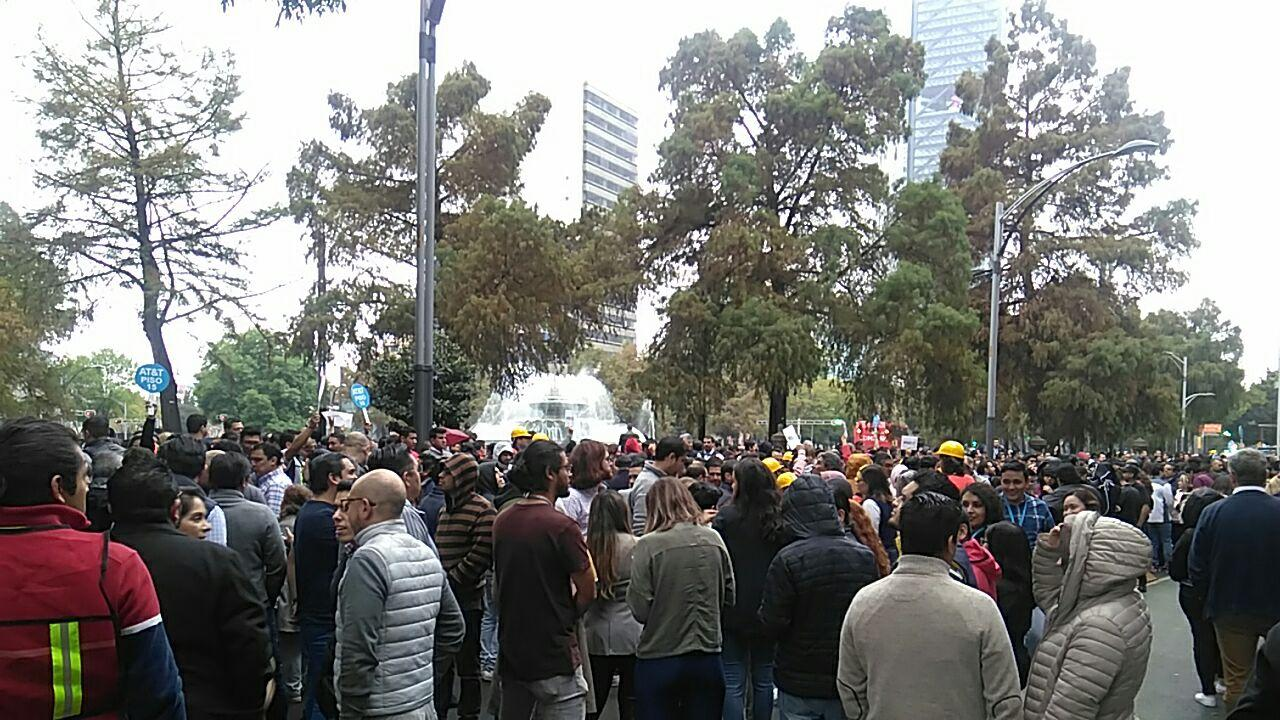
Macro-simulacre de séisme du 20 janvier à Mexico

- 1er janvier : l'interdiction des sacs plastiques à usage unique à Mexico entre en vigueur[1].
- 3 janvier : à Mexico, l'alerte anti-sismique est activée par erreur lors d'un test audio, provoquant quelques crises de panique. C'est la première fois depuis 2018 que l'alerte est activée en dehors d'un entrainement, et la troisième fois qu'elle l'est par erreur.
- 4 janvier : un séisme de magnitude 6.0 sur l'échelle Richter dont l'épicentre se trouve sous les côtes de Juchitan, Oaxaca, est enregistré. Il est ressenti dans les États du Chiapas, Tabasco, Veracruz, Puebla, Morelos, Campeche et à Mexico. Des dégâts matériels sont signalés à Juchitan et Tonalá.
- 10 janvier : une fusillade commise par un enfant a lieu dans un collège de Torreón, provoquant 2 morts et 5 blessés.
- 20 janvier : un macro-simulacre de tremblement de terre a lieu dans plusieurs parties du pays, premier d'une série de 3 macro-simulacres. L'exercice simule un tremblement de magnitude 7.0, dont l'épicentre se trouverait à Acambay dans l'État de Mexico, en référence au tremblement de terre d'Acambay en 1912.
- 22 janvier : un cas suspect d'une possible contamination au SARS-CoV-2 est détecté dans l’État de Tamaulipas, laissant craindre l'extension de l'épidémie qui touche alors 8 pays ; le lendemain, 7 autres cas suspects sont détectés dans les États de Jalisco, Michoacán, Querétaro, Mexico et dans la ville de Mexico ; des analyses montrent qu'aucun des patients n'était atteint par le coronavirus quelques jours plus tard.

### Février

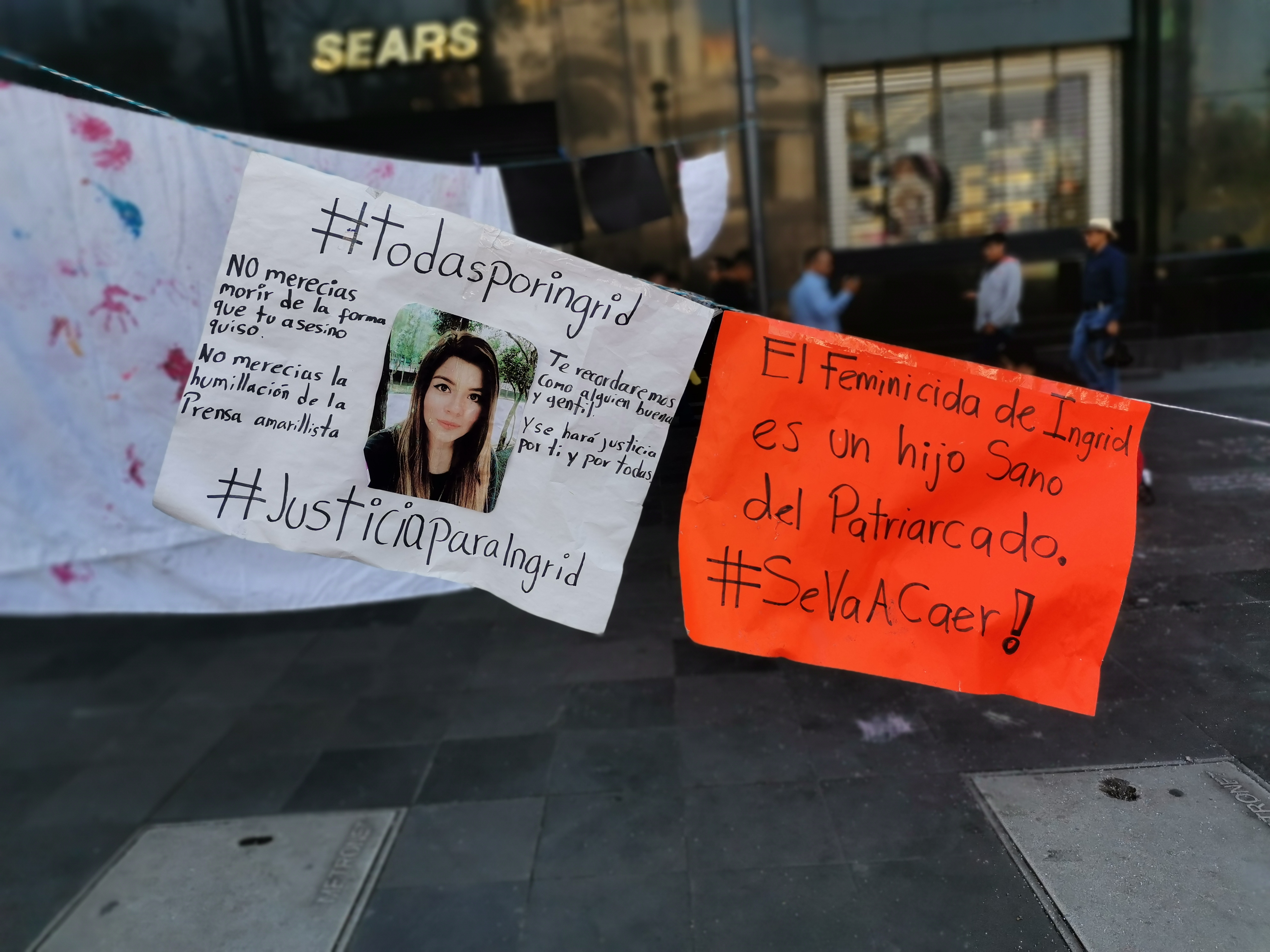
Pancartes de protestation contre le féminicide d'Ingrid Escamilla

- À partir du 14 février : des manifestations féministes ont lieu dans les grandes villes du Mexique, pour dénoncer l'inaction des autorités face aux féminicides, déclenchées par le meurtre et la mutilation post-mortem particulièrement sanglante d'Ingrid Escamilla, le 9 février, puis à la diffusion de photos dans la presse mexicaine quelques jours plus tôt[2]. Le meurtre dans des circonstances proches d'une petite fille de 7 ans, Fatima, le 12 février, va rendre les manifestations anti-féminicides devant le Palais national quotidiennes pour les jours suivants, et pousser les parlementaires de la Chambre des députés à voter l'augmentation de la peine pour féminicide de 45 à 65 ans de prison, contre 40 à 60 ans précédemment et les peines pour abus sexuels sur mineurs de 10 à 18 ans de prison, contre 6 à 13 ans auparavant[3].
- 23 février : l'escorte du gouverneur de Chihuaha Javier Corral Jurado est attaquée par balles dans la ville de Chihuahua, deux policiers de l’État de Chihuahua qui en faisait partie sont blessés et doivent être hospitalisés, trois assaillants présumés sont arrêtés dans les heures qui suivent, le groupe de narcotrafiquants Los Mexicles (alliés locaux du Cartel de Sinaloa) est suspecté d'avoir perpétré l'attaque en représailles d'une action de police le 21 février où 6 membres du groupe criminel avaient été abattus[4].
- 28 février : premier cas confirmé de COVID-19, arrivée au Mexique de la pandémie.

### Mars

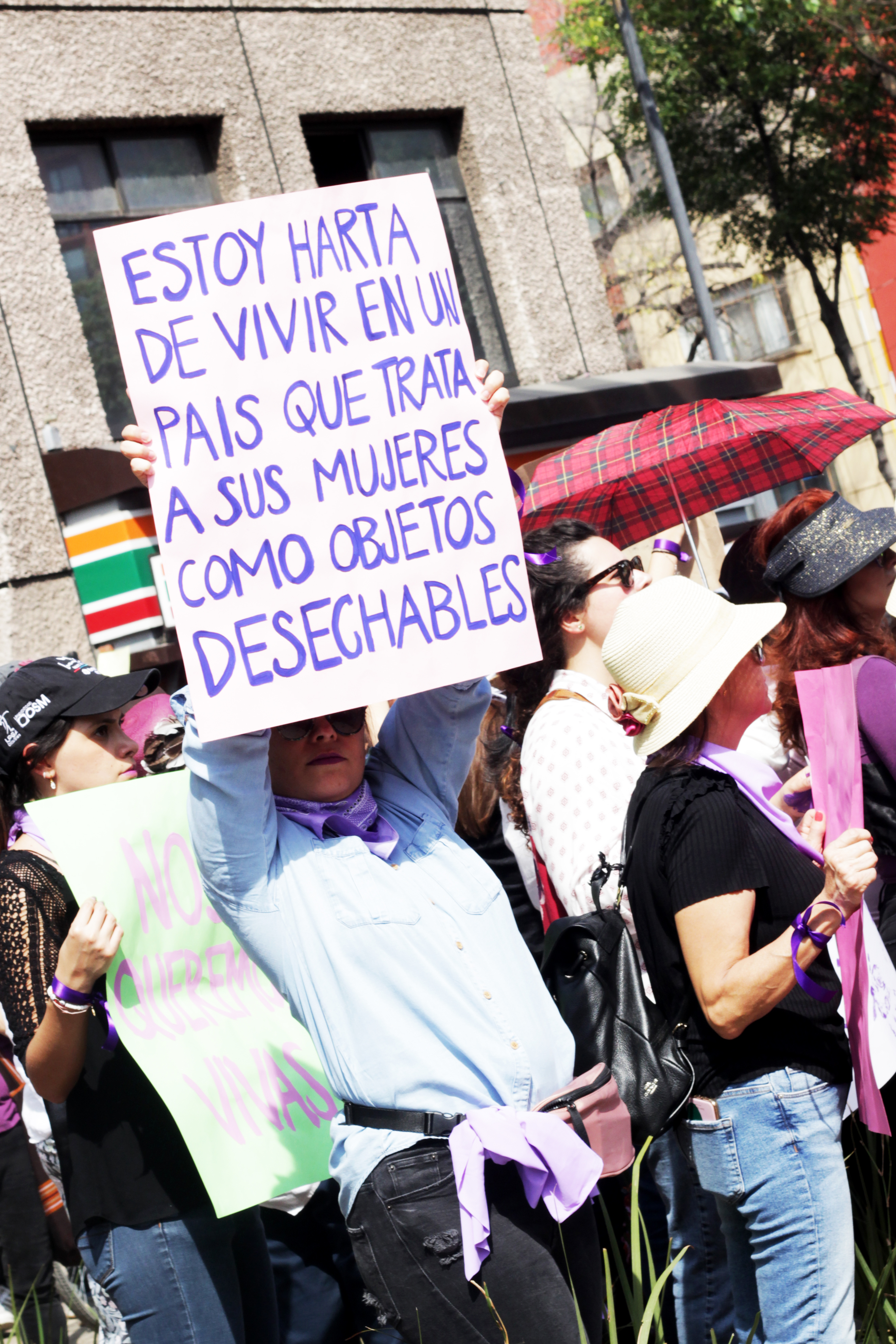
Manifestations à Mexico à l'occasion de la Journée Internationale des Droits de la Femme. Texte de la pancarte : Je suis fatiguée de vivre dans un pays qui traite ses femmes comme des objets jetables

Au cours du mois de mars, le Mexique se retrouve non seulement confronté à la pandémie de covid-19 comme de nombreux autres pays, mais également au retour de la rougeole sur son territoire, qui aboutit à une deuxième épidémie à gérer en plus de la pandémie,.
- 2-27 mars : recensement national de la population.
- 5 mars : des milliers d'étudiants manifestent dans la ville de Puebla pour protester contre l'assassinat de 3 étudiants de médecine - dont 2 Colombiens - et de leur chauffeur Uber . Ils sont reçus dans le palais du gouverneur (la Casa Aguayo) par ce-dernier, Luis Miguel Barbosa, qui fait une brève déclaration aux manifestants en leur promettant d'améliorer la sécurité dans la ville.
- 8 mars :
  - pour la Journée internationale des droits des femmes, et à la suite des féminicides de février - dans un contexte où le Mexique connaît 10 féminicides par jour[8] - plusieurs centaines de milliers de femmes participent à des marches et des manifestations dans plusieurs villes, à Mexico elles sont environ 660.000[8]. A Mexico, la manifestation connaît des incidents, des cocktails Molotov sont lancés sur le Palais national et la Banque du Mexique, ce qui blesse une manifestante, une policière et la journaliste d'El Universal Berenice Fregoso, sans que l'on ne sache si ce sont des manifestantes, des anarcha-féministes ou des individus infiltrés voulant discréditer le mouvement qui les a lancés[9] ;
  - sur une autoroute proche de Villa de Arriaga (État de San Luis Potosí) un accident de la route provoque 12 morts[10].
- 9 mars :
  - Grève Nationale des Femmes, en signe de protestation, dans plusieurs parties du pays, des femmes de toutes les classes sociales ont réalisé une grève aussi appelée #ElNueveNingunaSeMueve (en français #LeNeufAucuneNeBouge), un mouvement social dont le principe est qu'aucune femme participante ne sorte dans la rue, ou ne se rende à l'école, au travail, au supermarché, dans les magasins ou à la banque, et n'utilise pas les réseaux sociaux ; le but de la grève est de faire prendre conscience de l'importance des femmes dans la Société ; d'un point de vue économique, la grève dépasse ses propres espérances, avec des pertes financières plus importantes que prévu ;
  - Pour les journées des 8 et 9 mars, 21 féminicides ont été commis au Mexique[8].
- 10 mars : un accident de métro à Mexico (es) provoque 1 mort et 41 blessés.
- 11 mars : environ 250 membres du Cartel de Jalisco Nouvelle Génération, dont un de ses administrateurs principaux Victor Ochoa, sont arrêtés en Californie américaine par la Drug Enforcement Administration, ce qui est l'aboutissement d'une opération qui durait depuis septembre 2019 et qui a amené à l'arrestation en tout d'environ 600 membres du cartel au Mexique et aux États-Unis et à la saisie de 15 tonnes de méthamphétamine et de 20 millions de dollars[11].
- 18 mars : premier décès au Mexique lié au Covid-19 et la barre des 100 cas confirmés est dépassée.
- 21 mars : deuxième décès lié au Covid-19, à cette date 251 cas sont confirmés.
- 24 mars : le Mexique passe en phase 2 de l'épidémie de Covid-19.
- 30 mars : l'état d'urgence sanitaire est décrété au niveau national

### Avril
- 5 avril :
  - Des membres de La Línea (alliés du Cartel de Juárez) prennent en embuscade des membres de Gente Nueva (part du Cartel de Sinaloa) sur un chemin de terre proche de Madera (Chihuahua), tuant 19 d'entre-eux[12] ;
  - le président Andrés Manuel López Obrador mobilise l'Armée mexicaine afin d'augmenter les moyens disponibles pour les hôpitaux publics pour lutter contre la pandémie de Covid-19
- 16 avril : l'usage des masques devient obligatoire dans plusieurs villes du pays.
- 19 avril : avec 105 homicides enregistrés, le 19 avril 2020 est le jour le plus violent de l'année 2020 au Mexique[13].
- 20 avril : la stratégie de quarantaine nationale du Secrétariat à la Santé du Mexique pour lutter contre la pandémie porte ses fruits, et commence à aplanir la courbe et à diminuer la vitesse de contagion[14].
- 21 avril : malgré cela, le Mexique passe en phase 3 de l'épidémie.
- 29 avril : la députée morena Anel Bueno Sánchez est enlevée par un groupe d'hommes armés à Ixtlahuacán (Colima), son corps sera retrouvé dans une fosse commune le 2 juin et un suspect arrêté le jour-même[15].
- 30 avril :
  - le chanteur Óscar Chávez meurt du covid-19 ;
  - dans l’État de Jalisco, 44 personnes sont hospitalisées et 21 décèdent après avoir ingéré de l'alcool frelaté.

### Mai
- 1er mai : le Mexique dépasse les 20 000 contaminés et les 2000 décès au covid-19, à cette date environ 15 000 personnes en ont guéri.
- 5 mai : dans l’État de Puebla, le gouverneur Miguel Barbosa Huerta annule le défilé de commémoration du 158e anniversaire de la Bataille de Puebla pour éviter la transmission du covid-19.
- 8 mai : à Apodaca (agglomération de Monterrey), une tornade de catégorie 2 sur l'Échelle de Fujita améliorée provoque 3 morts et 5 blessés.
- 9 mai : le Secrétariat à l'Agriculture et au Développement rural du Mexique émet un avertissement sur l'apparition aux États-Unis du frelon asiatique géant, et signale qu'il y a 43 500 apiculteurs qui s'occupent de 172 000 ruches au Mexique.
- 10 mai : alors que cette date correspond à la Fête des Mères au Mexique, les fleuristes, pâtisseries et cimetières ferment pour éviter les rassemblements susceptibles de faire circuler le SARS-CoV-2, le 10 juin est proposé comme date alternative pour cette année.
- 11 mai : la Cour suprême de justice de la Nation déclare inconstitutionnelle la Loi Bonilla, que le gouverneur de Basse-Californie Jaime Bonilla Valdez voulait utiliser pour augmenter la durée de son mandat de 5 ans.
- 12 mai : le président Andrés Manuel López Obrador présente son plan de réouverture du pays durant la pandémie de covid-19, appelé "Nuevo Normalidad" ("Nouvelle normalité").
- 18 mai : 269 des 323 municipalités connues comme les "Municipalités de l'Espoir" (principalement celles de Oaxaca, Jalisco, Puebla, Guerrero et Chihuahua) décident de ne pas faire redémarrer les activités économiques et scolaires.
- 22 mai : 132 fossiles de mammouths sont découverts durant la construction de l'Aéroport International Felipe Ángeles, ainsi que 19 d'ossements humains, plusieurs fossiles d'autres espèces animales du Pléistocène, des offrandes, des outils et ustensiles et une sculpture, ce qui fait du site de Santa Lucía (du nom de la base aérienne militaire implantée à côté dans l'État de Mexico) le site paléontologique le plus important d'Amérique centrale[16].

### Juin
La Guerre de la drogue au Mexique est encore plus sanglante que d'habitude, et connaît une série intense d'attaques à l'échelle de villes entières, de tueries de masse, de massacres, et de dizaines d'incendies criminels, notamment dû à l'intensification des hostilités entre le Cartel de Jalisco Nouvelle Génération et le Cartel de Santa Rosa de Lima mais pas seulement.
- 1er juin : fin de la quarantaine nationale à cause de la pandémie de Covid-19.
- 1er juin au 5 juin : passage de la tempête tropicale Cristobal qui a causé des inondations et des glissements de terrain et 1 mort ;
- 2 juin :
  - à Ecatepec de Morelos, un groupe de braqueurs équipé d'un pistolet et de deux ceintures d'explosifs prennent en otage la directrice d'une succursale de banque à Mexico, et exigent par visioconférence une rançon de 10 millions de pesos mexicains en liquide, ils la libèrent et parviennent à s'enfuir après avoir récupéré l'argent[17] ;
  - dans l'état de Colima, les corps de sept policiers qui avaient disparu en mai 2020 sont retrouvés dans une voiture abandonnée.
- 3 juin : 
  - les 100 000 cas confirmés de covid-19 sont dépassés, avec 101 238 cas confirmés cumulés dont 16 829 cas actifs (des cas confirmés qui ont présenté des symptômes durant les 14 derniers jours)[18] ;
  - annonce dans Nature de la découverte du plus ancien site attribué aux Mayas, daté à entre 1 000 et 800 ans avant J.-C, proche de la frontière avec le Guatemala, télédétecté au laser dans la jungle grâce à un Lidar embarqué dans un avion, le site est nommé "complexe d'Aguada Fénix"[19],[20].

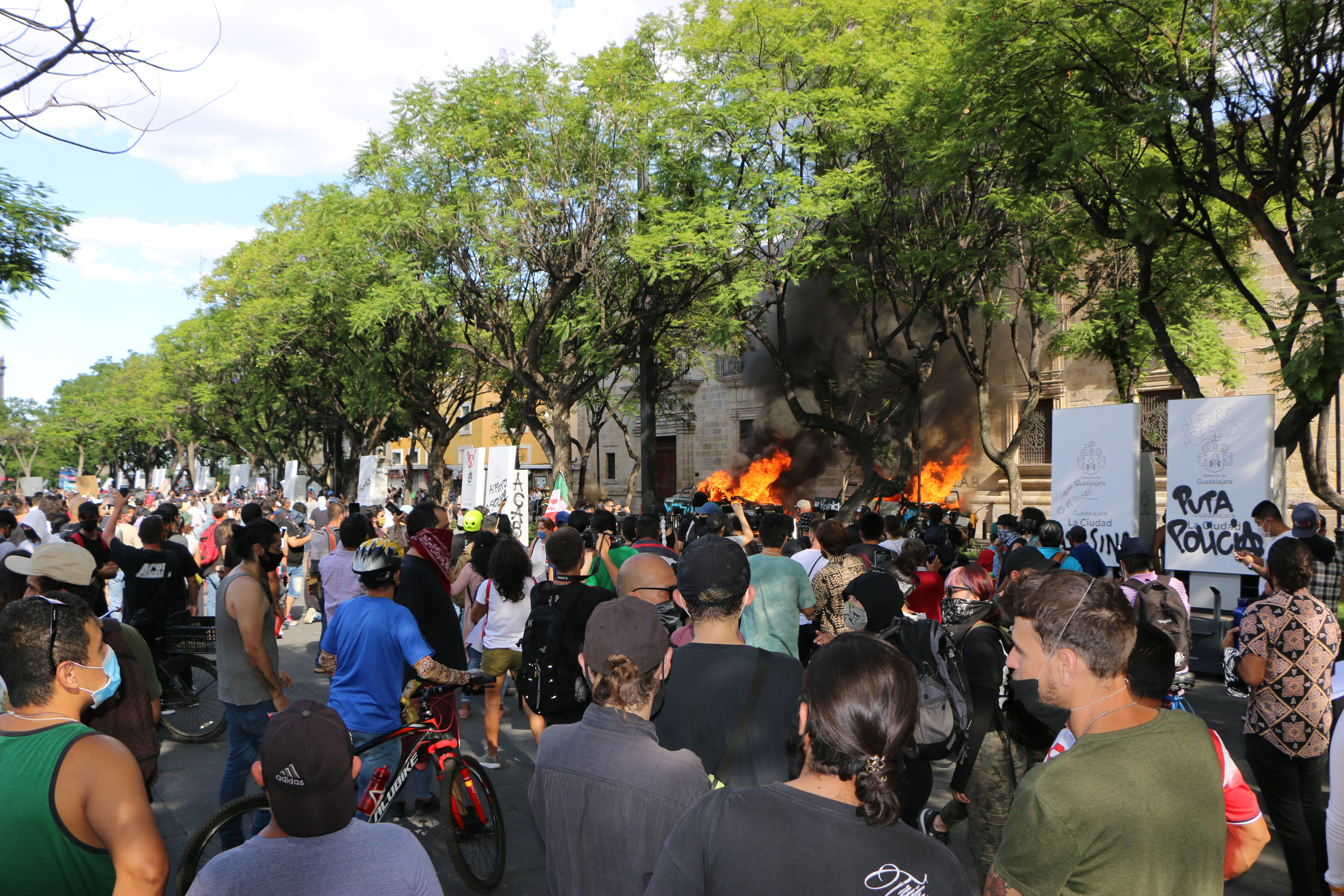
Manifestation le 4 juin 2020 à Guadalajara (Jalisco) après la mort Giovanni López

- 4 juin : à Ixtlahuacán de los Membrillos (agglomération de Guadalajara capitale de Jalisco) des policiers battent à mort un jeune, Giovanni López, car il ne portait pas de masque médical, ce qui déclenche des émeutes et l'attaque du palais du gouverneur à Guadalajara même, ainsi qu'un répression violente[21],[22] ; un mouvement JUSTICIA Para Giovanni, inspiré en partie par les événements aux États-Unis, est fondé par plusieurs célébrités mexicaines dans la soirée[23],[24].
- 6 juin : un commando ouvre le feu dans un centre de désintoxication d'Irapuato (Guanajuato) causant 10 morts[25].
- 7 juin :
  - Élections dans l’État de Coahuila pour renouveler le Congrès de l’État ;
  - Élections municipales dans l'État d'Hidalgo.
- 8 juin : le président Andrés Manuel López Obrador affirme que le prêt d'un milliard de dollars accordés par la Banque mondiale est une opération de routine.
- 9 juin : à Acatlán de Pérez Figueroa un policier assassine Alexander, un adolescent de 16 ans, et en blesse 8 autres.
- 10 juin : découverte d'une fosse commune dans la ville de Zapopan, Jalisco renfermant une cinquantaine de sacs contenant des restes humains[26].
- 14 juin : manifestations dans 12 États, souvent à bord de voitures de luxes, pour demander la démission du président AMLO.
- 17 juin : le Mexique obtient un siège de membre non-permanent du Conseil de sécurité des Nations unies pour l'année 2021[27].
- 23 juin : un séisme de magnitude 7,4 dans l'État d'Oaxaca fait au moins 10 morts[28].
- 26 juin : une tentative d'assassinat visant Omar García Harfuch fait 3 morts, qui aurait été perpétrée par le Cartel de Jalisco Nouvelle Génération[29].

### Juillet
- 1er juillet :
  - entrée en vigueur de l'Accord Canada–États-Unis–Mexique ;
  - massacre d'Irapuato dans un centre de désintoxication clandestin qui fait 27 morts.
- 3 juillet :
  - des soldats de l'armée mexicaine abattent 12 membres du Cartel du nord-est à Nuevo Laredo, après qu'ils ont été attaqués par ces hommes armés[30] ;
  - découverte par des plongeurs du Centre de recherche du système aquifère Quintana Roo de mines d'ocre préhistoriques dans des grottes sous-marines dans la Mer des Caraïbes proche des côtes mexicaines, exploitées d'il y a 12 000 à 10 000 ans à une époque où le niveau de la mer était beaucoup plus bas et où elles se trouvaient à 10km à l'intérieur des terres, les plus vieilles d'Amérique[31].
- 4 juillet : avec 30 500 morts avec un lien confirmé avec le covid-19, le Mexique devient le cinquième pays au monde avec le plus de décès provoqués par cette maladie, dépassant la France et l'Espagne, ainsi que le huitième pays avec le plus de cas connus de covid-19 avec 252 165 cas confirmés.
- 7 juillet : dans la municipalité de Cocula (Guerrero), les restes de l'un des 43 étudiants disparus lors des Enlèvements d'Iguala sont retrouvés ; aucun autre n'est retrouvé dans la décharge où l'on supposait auparavant que leurs corps avaient été brûlés.
- 8 juillet : pour sa première visite diplomatique à l'étranger, le président Andrés Manuel López Obrador se rend aux États-Unis en utilisant un vol commercial Mexico, afin de rencontrer son homologue américain Donald Trump et de discuter de plusieurs problématiques autour de l'Accord Canada–États-Unis–Mexique.
- 11 juillet : avec 35 000 décès provoqués par le covid-19, le Mexique dépasse l'Italie et devient le quatrième pays avec le plus de morts causés par cette maladie, et avec 300 000 cas confirmés, il dépasse également le Royaume-Uni et devient le septième pays avec le plus de cas connus.
- 13 juillet :
  - révélation d'un réseau de 12 médecins qui falsifiaient des certificats de décès de victimes du Séisme de 2017 dans l'État de Puebla puis de la pandémie de covid-19 à Mexico, au profit de pompes funèbres, afin de leur permettre de contourner les restrictions qui concernent le traitement des corps des victimes de ces deux événements ;
  - un hôpital de Oaxaca est placé en quarantaine et inhabilité après que la majorité de son personnel ait été atteint par le coronavirus SARS-CoV-2 ;
  - les restes du Palais d'Axayácatl et de la maison qu'Hernán Cortés avait fait construire dessus sont localisés dans les fondations du Nacional Monte de Piedad de Mexico par l'équipe des archéologues Raúl Barrera Rodríguez et José María García Guerrero, un patio et plusieurs chambres sont découvertes, comportant de nombreuses pierres taillées caractéristiques des styles de la fin de la période préhispaniques et du début de la Nouvelle-Espagne[32].
- 21 juillet : une fosse commune est découverte à El Salto, Jalisco, 28 cadavres y sont récupérés[26].
- 22 juillet : publication de deux études dans Nature (l'une d'une équipe d'archéologues de l'Université d'Oxford et l'autre de l'archéologue Ciprian Ardelean de l'Université autonome de Zacatecas) annonçant la datation au carbone 14 d'outils en pierre retrouvés dans la grotte de Chiquihuite dans l’État de Zacatecas, qui estime les plus vieux à entre 31 000 et 33 000 ans, et qui estime également que le site a été occupé pendant plus de 20 000 ans, ce qui ferait remonter le premier peuplement de l'Amérique aux alentours de 32 000 ans, soit deux fois vieux plus que l'hypothèse la plus communément admise jusque-là[33],[34].
- 23 juillet : le président AMLO accepte la démission du Secrétaire aux Communications et aux Transports Javier Jiménez Espriú, et le remplace par Jorge Arganis Díaz Leal.
- 26 juillet : l'ouragan Hanna frappe le nord-est du Mexique, provoquant des pluies torrentielles et de grandes inondations dans les États de Tamaulipas, Nuevo León et Coahuila, causant 2 morts et 4 disparus[35].

### Août
- 2 août :
  - avec 434 193 cas confirmés de covid-19, le Mexique devient le sixième pays avec le plus de cas au monde, dépassant le Pérou ;
  - le gouverneur du Guanajuato au Mexique a fait l'annonce de la capture de l'ancien parrain du Cartel de Santa Rosa de Lima José Antonio Yépez Ortiz[36].
- 3-6 août : après la diffusion sur les réseaux sociaux d'une vidéo de passagers d'un bus qui tabassent un braqueur qui avait tenté de les détrousser, la Commission Nationale des Droits Humains recense en 3 jours une vague de 316 lynchages d'individus soupçonnés par la foule d'être des voleurs, dont 13 mortels, à travers tout le pays y compris dans des villes où ce genre d'évènements est d'habitude rare (contre 320 lynchages dans tout le pays pour l'année 2019 entière)[37].
- 5 août : l'ancien directeur général de Pemex Emilio Lozoya Austin (es) est accusé de 4 charges de corruption différentes, similaires à celles du scandale La estafa maestra (es).
- 6 août :
  - Le Congrès de Oaxaca interdit la vente de boissons sucrées et de junk food aux mineurs, le même jour où Public Health Nutrition révèle que Coca-Cola Enterprises a financé des études pseudo-scientifiques pour essayer de faire croire que les boissons sucrées ne contribueraient pas à l'obésité ;
  - Le nombre de décès ayant un lien confirmé avec le covid-19 dépasse la barre des 50 000 ; le département d'État des États-Unis classe le Mexique comme zone de risque maximale et déconseille de s'y rendre.
- 13 août : le nombre de cas confirmés de covid-19 dépasse les 500 000.

### Septembre
- 3 septembre : l’État fédéral reconnaît sa responsabilité dans le Massacre d'Acteal en 1997.
- 9 septembre : des paysans prennent le barrage de La Boquilla (Chihuahua) et en délogent la Garde nationale, après que la Commission Nationale de l'Eau y a prélevé plus d'eau que prévu.
- 10 septembre : le Procureur général adjoint des États-Unis William P. Barr annonce les résultats de l'Opération Crystal Shield ("Bouclier de Cristal") menée par la Drug Enforcement Administration depuis Février 2020, qui a permis l'arrestation de presque 2000 narcotrafiquants mexicains, et la saisie de presque 10 milliards de dollars et de 10 tonnes de cocaïne (plus des saisies d'armes et d'autres drogues de plus petite ampleur) sur le territoire étasunien[38].
- 15 septembre (fête du Grito - cérémonie préliminaire à la fête nationale) : pour la première fois depuis que les fêtes de la patrie - les fêtes du mois de septembre qui commémorent les dates importantes de la Guerre d'indépendance du Mexique - sont célébrées officiellement, plusieurs États renoncent aux cérémonies publiques du Grito de Dolores cette année, afin d'éviter les rassemblements en pleine pandémie ; à Mexico la cérémonie nationale menée par le président a lieu, mais devant une place du Zocalo vide où ne se trouvaient qu'une poignée de militaires[39].
- 16 septembre (Jour de l'Indépendance - fête nationale du Mexique) : le gouvernement mexicain accorde la décoration Miguel Hidalgo à 58 travailleurs du secteur de la santé pour leur combat contre la pandémie de covid-19.
- 19 septembre : à cause de la pandémie, les autorités suspendent les macro-simulacres commémoratifs des tremblements de terre de 1985 et 2017, afin d'éviter les attroupements.
- 25 septembre : à Morelia (Michoacán) des manifestations éclatent après l'annonce de la mort de Jessica González Villaseñor, portée disparue le 21 septembre.
- 28 septembre : 
  - le Parquet Général du Michoacán émet un ordre d’appréhension et une Notice rouge d'Interpol pour ordonner l'arrestation de Diego Melgoza, responsable présumé de la mort de Jessica González Villaseñor ;
  - le Secrétariat à la Sécurité et à la Protection citoyenne fait savoir qu'il fermera la prison de haute sécurité de Puente Grande, Jalisco, qui est sous contrôle du Cartel de Jalisco Nouvelle Génération d'après son secrétaire, Alfonso Durazo Montaño[40].

### Octobre
- 4 octobre :
  - la Drug Enforcement Administration (DEA) classe le Cartel de Jalisco Nouvelle Génération et ses alliés locaux comme le groupe criminel le plus dangereux d'Amérique, et le troisième plus dangereux au monde derrière les Triades chinoises et la Mafia russe[41] ;
  - le Secrétaire à la Sécurité et à la Protection citoyenne du Mexique, Alfonso Durazo Montaño, annonce que depuis l'arrestation de son chef José Antonio Yépez Ortiz El Marro, le Cartel de Santa Rosa de Lima était en train de se décomposer en plus petits groupes qui s'affrontent pour prendre le contrôle des restes du cartel et/ou des territoires qu'il contrôlait[42].
- 14 octobre : le bureau du procureur général de l'État de Guanajuato arrête Adán « El Azul » Ochoa, leader du Cartel de Santa Rosa de Lima et successeur de José Antonio « El Marro » Yépez Ortiz[43].
- 16 octobre : l'ancien Secrétaire à la Défense nationale du Mexique, le général Salvador Cienfuegos Zepeda, est arrêté par la DEA à l'Aéroport international de Los Angeles (États-Unis) au cours de l'Opération Padrino, accusé de liens avec le narcotrafic et de blanchissement d'argent ; il s'agit de la première fois qu'un ancien Secrétaire à la Défense Nationale du Mexique est arrêté, et également le militaire mexicain le plus gradé jamais arrêté sur le territoire des États-Unis[44],[45].
- 24 octobre : manifestation Marcha del millón ("Marche du million") en soutien au président Andrés Manuel López Obrador.
- 31 octobre : le journaliste Arturo Alba Medina est assassiné à la sortie de son bureau à Ciudad Juárez (Chihuahua) alors qu'il venait d'y rendre un rapport sur la corruption[46].

### Novembre
Des inondations (es) liées à la Saison cyclonique 2020 dans l'océan Atlantique nord touchent le sud-est du Mexique. Dans l'État de Tabasco, elles provoquent au moins 6 morts et des pillages de magasins.
- 2 novembre : les fêtes publiques du Jour des morts sont annulées et les cimetières sont fermés à cause de la pandémie de Covid-19.
- 3 novembre : le Congrès de l’État de Puebla légalise le mariage homosexuel, faisant de Puebla le quatorzième État mexicain à le reconnaître[49].
- 5 novembre : Jorge Barrera Ríos, étudiant à l'Université nationale autonome du Mexique victime de harcèlement et porté disparu depuis le 26 octobre, est retrouvé vivant.
- 9 novembre :
  - la Protection civile déclare l'état d'urgence dans les zones concernées par les inondations (es)au sud-est du pays ;
  - une manifestation féministe à Cancún (Quintana Roo) exigeant la justice après le féminicide d'Alexis est dispersée à balles réelles par la police municipale, alors qu'aucun incident n'avait été reporté durant la manifestation auparavant, causant plusieurs blessées parmi les manifestantes et les journalistes, dont la reporter Cecilia Solís qui doit être opérée chirurgicalement mais survit  ; le lendemain le chef de la police pour le quartier où a eu lieu la répression, Eduardo Santamaría, est destitué et une enquête est ouverte contre lui par le Parquet de l’État de Quintana Roo[50].
- 14 novembre : le million de cas confirmés cumulés de covid-19 au Mexique est dépassé[51].
- 16 novembre : deux camions, dont l'un qui transportait deux citernes de gaz, se percutent au kilomètre 106 de l'autoroute Tepic-Guadalajara dans l’État de Nayarit, provoquant une explosion suffisamment puissante pour souffler la cabine des camions à 500 mètres, ce qui tue au moins 14 personnes[52].
- 19 novembre : le Mexique atteint la barre des 100 000 morts causés par le covid-19.
- 25 novembre : manifestations féministes à Mexico à l'occasion de la Journée internationale des femmes.

### Décembre
- 5 décembre : le Parti action nationale, le Parti révolutionnaire institutionnel et le Parti de la révolution démocratique - les trois partis politiques traditionnels du Mexique autrefois rivaux jusqu'à l'apparition du nouveau Mouvement de régénération nationale au pouvoir depuis décembre 2018 - annoncent une alliance électorale pour les élections fédérales mexicaines de 2021[53].
- 8 décembre :
  - début de la campagne de vaccination contre le coronavirus SARS-CoV-2, en commençant par le personnel médical, prévue pour durer jusqu'à février 2021 ;
  - le Congrès de l’État de Tlaxcala vote à une large majorité (16 voix pour ; 3 voix contre) la légalisation du mariage homosexuel[54].
- 10-13 décembre : pour la première fois de l'Histoire du Mexique la Basilique Notre-Dame-de-Guadalupe de Mexico ferme ses portes, à cause de la pandémie de Covid-19[55].
- 17 décembre : assassinat par balle de l'ancien gouverneur de Jalisco de 2012 à 2018, Aristóteles Sandoval, à Puerto Vallarta, le Cartel de Jalisco Nouvelle Génération est suspecté d'être derrière l'exécution, qui ferait partie d'une série d'assassinats et de tentatives d'assassinats de collaborateurs de Sandoval et de magistrats et hauts-fonctionnaires de Jalisco entre 2007 et 2018[56],[57].
- 18 décembre : le Secrétariat à la Santé du Mexique annonce que la ville et l’État de Mexico sont reclassés en zone "feu rouge" à cause de l'augmentation des cas confirmés de covid-19.
- 19 décembre : à cause de cette augmentation, les commerces non essentiels sont fermés et les grands rassemblements sont interdits dans la Vallée de Mexico.
- 22 décembre : 620 médecins mexicains sont envoyés à Mexico, dans le cadre de l'Opération Chapultepec, pour appuyer les médecins et infirmiers débordés à cause de la pandémie de Covid-19 [58].
- 23 décembre : le premier lot de vaccins contre le Covid-19 arrive au Mexique.
- 24 décembre :
  - l’État de Morelos retourne en zone épidémiologique "feu rouge" afin de réduire le taux d'occupation des hôpitaux ;
  - début de la campagne de vaccination contre le covid-19.
- 25 décembre : l’État de Guanajuato retourne en zone épidémiologique "feu rouge" à cause de l'augmentation du nombre de cas confirmés de covid-19, l’État de Jalisco met en place des restrictions pour freiner la pandémie de Covid-19, telles que l'interdiction d'organiser des fêtes ou la fermeture des centres commerciaux le weekend[59], à l'échelon local des fêtes de Noël sont annulées dans tout le pays.
- 28 décembre : une coupure de courant touche plusieurs points de la ville de Mexico, et des États de Mexico, Tabasco, Nayarit, Tamaulipas, Jalisco, Sinaloa, Querétaro, Puebla, Michoacán, Hidalgo, Coahuila, Sonora et Nuevo León.